# Пчелино (Калінінградська область)
Пчелино (рос. Пчелино) — селище Правдинського району, Калінінградської області Росії. Входить до складу Домновського сільського поселення.
Населення —  13 осіб (2015 рік).

## Населення
| 2002 | 2010 |
| ---- | ---- |
| 20   | ↘13  |